# Ole Flagstad
Ole Flagstad (Christiania, 23 mei 1898 – aldaar 11 juli 1965) was een Noors cellist.
Ole Ivar Flagstad werd geboren binnen het muzikale gezin van Michael Flagstad (violist, dirigent) en Marie Nielsen Johnsrud. Hij was de broer van Kirsten Flagstad (zangeres), Lasse Flagstad (dirigent) en Karen-Marie Flagstad (zangeres).
Hijzelf huwde ene Ellen Marie. Zij kregen in Maria Flagstad een dochter die later huwde met contrabassist Rolf Windingstad. Een zoon Mikkel Flagstad was jazzsaxofonist.
Ole Flagstad is veel minder bekend dan zijn broers en zusters, toch was hij in 1919 op tournee door Noorwegen met violisten Ernesto Ballarini, Eyvind Bull-Hansen, altviolist Johan Ludvig Mowinckel jr. (van het Bergen filharmoniske orkester) en pianist Harald Angell-Thordal. Op het programma stond destijds het Strijkkwartet van Alf Hurum en het Strijkkwintet van Robert Schumann